# Пульва
Пульва — річка в Польщі й Білорусі, у Підляського воєводства (ґміна Нежець-Стацья) й Берестейської області (Кам'янецький район) . Права притока Західного Бугу (басейн Вісли).

## Опис
Довжина річки 54 км. Береги переважно високі, а іноді заболочені. На деяких ділянках пересихає.

## Розташування
Бере початок у селі Верполь Підляського воєводства. Спочатку тече на північний схід через Столбце, Піщатку і біля села Янцевиче повертає на південний схід. Перетинає державний польсько-білоруський кордон біля села Тумин і далі тече через Оберовщину. У Микштцях повертає на південний захід і тече через місто Високе (колишнє Високе-Литовське) і приблизно за 5 км від Огородників впадає в річку Західний Буг, праву притоку Вісли.
Населені пункти вздовж берегової смуги: Пяскі, Колодня, Грем'яча, Войчин, Дубове, Загородня, Стави.